# P-Model
P-Model fue una banda de rock con toques electrónicos japonesa que comenzó en 1979. Entre sus miembros, incluyó a Susumu Hirasawa. Si bien los miembros que conformaron la banda fueron cambiando al pasar los años, Hirasawa estuvo siempre al frente de las operaciones. P-Model se separó oficialmente en 1999 (20 años después de su formación), aunque muchos de sus miembros siguen publicando discos en solitario y colaboran entre sí en diferentes proyectos.
Hirasawa también ha publicado trabajos en solitario bajo el nombre similar 'KAKU P-Model', sobre todo el álbum de 2004 Vistoron.

## Miembros

### Antes de la separación
- Susumu Hirasawa
- Hajime Fukuma
- Kenji Konishi

### Miembros anteriores
- Yasumi Tanaka
- Sadatoshi Tainaka
- Katsuhiko Akiyama
- Tatsuya Kikuchi
- Shunichi Miura
- Makoto Yokokawa
- Yasuhiro Araki
- Teruo Nakano
- Yoshikazu Takahashi
- Hikaru Kotobuki
- Yasuchika Fujii
- Wataru Kamiryō
- TAINACO (un batería virtual usado en los espectáculos interactivos de P-Model)
- Taibun Abe
- Hiromi Seki
- Tooru Akutsu
- Meirou Kamio
- Akemi Tsujitani
- Tsukasa tooru Matsuda
- Shuichi Sugawara
- Shigeo Motojima

## Álbumes originales
- In A Model Room, 1979
- Landsale, 1980
- Potpourri, 1981
- Perspective, 1982
- Unauthorized Music Collection, 1983
- Another Game, 1984
- Scuba, 1984
- Karkador, 1985
- One Pattern, 1986
- P-Model, 1992
- Big Body, 1993
- Fune, 1995
- Denshi Higeki/~ENOLA, 1997
- Music Industrial Wastes ~P-Model or Die, 1999

## Otros álbumes
- Perspective II, 1982 - Perspective con dos canciones extra
- The Way of Live, 1994
- Scuba Recycle, 1995 - Remezcla de Scuba
- Corrective Errors, 1995 - Remezcla de Fune
- P-PLANT CD Vol.1, 2000
- Ashuon Sound Subspecies in the Solar System, 2002 - caja con todos los trabajos remasterizados del grupo, con 24 discos y 286 canciones en total

## Álbumes en vivo
- Pause, 1994
- Virtual Live-1, 1999 - "P-MODEL Live at S-KEN STUDIO 1979"
- Virtual Live-2, 1999 - "P-MODEL Live at SHIBUYA NYLON 100% 1980"
- Virtual Live-3, 1999 - "P-MODEL Live at Kyodai Seibu Kodo 1982"

## Sencillos y EP
- Art Mania, 1979
- Kameari Pop, 1979
- Missile, 1980
- Rocket Shoot, 1996
- Ashura Clock, 1997
- Layer-Green, 1997

## Videografía
- Fu-ru-he-he, 1984
- Another Day, 1986
- 2D or not 2D, 1992
- Ashura Clock (Discommunicator), 1997
- Logic Airforce, 1999

## Legado
A pesar de que P-Model se ha disuelto, muchos de los miembros han formado parte de pequeños proyectos entre sí en forma similar a P-Model, incluyendo Kaku P-Model, Pevo, Phnonpenh Model, así como sus trabajos en solitario, destacando el de Susumu Hirasawa en particular.
Los cinco personajes principales del manga de Kakifly, K-ON!, tienen nombres basados en los de los miembros de P-Model. Los personajes están en un grupo musical, comparten los apellidos de los miembros de P-Model y tocan sus respectivos instrumentos.